# لغة صيقولية
اللغة الصيقولية (sicel) هي لغة هندو أوروبية قديمة جدًا منقرضة منذ زمن بعيد تحدثت بها قبيلة هندو اوروبية سكنت صقلية الوسطى والشرقية.
وُثِّقَتْ مِنَ القرن السادس الى القرن الرابع قبل الميلاد، في حوالي خمسة وعشرين قاموسًا للكتب القدامى.

## تصنيف
في حوالي القرنين القرن الثالث عشر او منتصف القرن الحادي عشر قبل الميلاد دخل الصقليون من شبه الجزيرة الايطالية، مما دفع السكان السابقين السيكاني والايليمي الى غرب الجزيرة.
راي العلماء اليوم هو ان اللغة الصقلية كانت لغة مائلة، ويصعب الوصول الى نتيجة نهائية في هذا الامر،يرجع ذلك الى صعوبة في تفسير النقوش والمفردات، بالاصافة الى ندرة المصادر.

## الشهادات
وفقًا للباحث ماركوس هارتمان "من بين اكثر من ثلاثين نقشًا في المجمل، يظهر ان ستة منها فقط يمكن فهمها بشكل جزئي، وعلى اننها صقلية.
ΝΕΝΔΑΣ Π̣Υ̣[----]Σ ΤΕΒΕΓ ΠΡΑΑΡΕΙ ΕΝ ΒΟ[.]ΡΕΝΑΙ ϜΙΔΕ ΠΑΓΟΣΤΙΚΕ ΑΙΤΕ[--]ΛΥΒΕ
nendas ˌ puṛẹṇọṣ ˌ tebeg ˌ praarei ˌ en ˌ bo?renai ˌ vide ˌ pagostike ˌ aite?ṇ?ụbe.
- شاهدة من سيري سوتانو (حوالي 600 قبل الميلاد).

tamuraabesakedqoiaves ˌ eurumakes ˌ agepipokedḷutimbe levopomanatesemaidarnakei- buṛeitaṃomịaetiurela 
- امفورا من مونتانا دي مارزو ( اواخر القرن السادس - اوائل القرن الخامس قبل الميلاد).

ΙΑΜ ΑΚΑΡΑΜ ΕΠΟΠΑΣ ΚΑΑΓΙΙΕΣ ΓΕΠΕΔ ΤΟΥΤΟ FΕΡΕΓΑΙ ΕΣΗΕΙΚΑΔ[.] ΑΛΑ
iamˌakaramˌe?p??asˌkaag?esˌgẹpẹḍ2te?toˌveregai- es? ˌ eka ˌ doara[ịẹạḍ]
- حجر من ميندوليتو( اواخر القرن السادس قبل الميلاد ).

nunus ˌ teṇti ˌ mím ˌ arustainam ˌ íemitom ˌ esti ˌ durom ˌ nanepos ˌ durom ˌ íemitom ˌ esti ˌ velíom ˌ ned ˌ emponitantom ˌ eredes ˌ vịino ˌ brtome 
- اسكوس من سينتوربي ( اوائل القرن الخامس ).